# Métriques d'Halstead
Les métriques de complexité d'Halstead qui procurent une mesure quantitative de complexité pour des logiciels ont été introduites par l’américain Maurice Halstead. Elles sont basées sur l’interprétation du code comme une séquence de marqueurs, classifiés comme un opérateur ou un opérande.

## Calcul
Toutes les métriques d'Halstead sont dérivées du nombre d’opérateurs et d’opérandes :
- {\displaystyle n_{1}} : nombre total des opérateurs uniques
- {\displaystyle N_{1}} : nombre total des opérateurs
- {\displaystyle n_{2}} : nombre total des opérandes uniques
- {\displaystyle N_{2}} : nombre total des opérandes

Ces chiffres sont la base pour calculer
- La Longueur du programme ({\displaystyle N}) : {\displaystyle N=N_{1}+N_{2}}.
- La Taille du vocabulaire ({\displaystyle n}) : {\displaystyle n=n_{1}+n_{2}}

On obtient le Volume du Programme ({\displaystyle V}) en multipliant la longueur du programme par le logarithme 2 de la taille du vocabulaire :
{\displaystyle V=N\times \log _{2}n}
Le Niveau de difficulté ({\displaystyle D}) ou propension d'erreurs du programme est proportionnel au
nombre d’opérateurs uniques ({\displaystyle n_{1}}) dans le programme et dépend également du nombre
total d’opérandes ({\displaystyle N_{2}}) et du nombre d'opérandes uniques ({\displaystyle n_{2}}). Si les mêmes opérandes
sont utilisés plusieurs fois dans le programme, il est plus enclin aux erreurs.
{\displaystyle D={n_{1} \over 2}\times {N_{2} \over n_{2}}}
Le Niveau de programme ({\displaystyle L}) est l’inverse du Niveau de difficulté. Un programme de bas
niveau est plus enclin aux erreurs qu'un programme de haut niveau.
{\displaystyle L={1 \over D}}
L'Effort à l'implémentation ({\displaystyle E}) est proportionnel au volume ({\displaystyle V}) et au niveau de difficulté ({\displaystyle D}):
{\displaystyle E=V\times D}
Halstead a découvert que diviser l'effort par 18 donne une approximation pour le Temps
pour implémenter ({\displaystyle T}) un programme en secondes:
{\displaystyle T={E \over 18}}
Il est même possible d’obtenir le « nombre de bugs fournis » ({\displaystyle B}) qui est une estimation du
nombre d'erreurs dans le programme. Cette valeur donne une indication pour le nombre
d’erreurs qui devraient être trouvées lors du test de logiciel. Le « nombre de bugs fournis » est
calculé selon la formule suivante:
{\displaystyle B={E^{2/3} \over S*}}
{\displaystyle S*} représente l'habileté du développeur. Au regard de son expérience, Halstead a fixé cette valeur à 3000 pour un développeur "standard".

## Dérivés
Les métriques d'Halstead permettent de calculer l'Indice de maintenabilité d'un projet.

## Outils
- LDRA Testbed, outil de règles de codage et de qualimétrie pour C, C++, Java et Ada
- GrammaTech CodeSonar, outil de détection de bugs et d'erreurs "RUNTIME" pour C, C++ et Jaba
- Testwell CMT++ outil de mesure de complexité pour C et C++
- Testwell CMTJava outil de mesure de complexité pour Java
- PhpMetrics outil de mesure de complexité pour PHP
- JsComplexity outil de mesure de complexité pour JavaScript